# Electric Blue (álbum de Andy Bell)
Electric Blue es el primer álbum solista de Andy Bell, cantante de Erasure.

## Descripción
Electric Blue fue coescrito y coproducido entre 2004 y 2005 por Andy Bell y el dúo Manhattan Clique, quienes ya habían trabajado como remezcladores con Erasure, The B-52's, Goldfrapp y Moby entre otros.
El álbum incluye dos dúos con la excantante de Propaganda, Claudia Brücken y uno con Jake Shears, el cantante de Scissor Sisters.
Electric Blue llegó al puesto 119 del ranking británico y al número 12 del Top Electronic Albums de la revista Billboard.
De este álbum se extrajeron dos sencillos: Crazy y  I'll Never Fall in Love Again.

## Listado de canciones
| Electric Blue |                                                |          |  |
| N.º           | Título                                         | Duración |  |
| 1.            | «Intro»                                        | 1:01     |  |
| 2.            | «Caught in a Spin»                             | 3:19     |  |
| 3.            | «Crazy»                                        | 3:53     |  |
| 4.            | «Love Oneself» (a duo con Claudia Brücken)     | 3:57     |  |
| 5.            | «I Thought It Was You» (a duo con Jake Shears) | 4:40     |  |
| 6.            | «Electric Blue»                                | 4:10     |  |
| 7.            | «Jealous»                                      | 4:21     |  |
| 8.            | «Shaking My Soul»                              | 3:08     |  |
| 9.            | «Runaway»                                      | 3:39     |  |
| 10.           | «I'll Never Fall in Love Again»                | 4:17     |  |
| 11.           | «Delicious» (a duo con Claudia Brücken)        | 3:55     |  |
| 12.           | «Fantasy»                                      | 3:56     |  |
| 13.           | «See The Lights Go Out»                        | 3:48     |  |
| 14.           | «The Rest Of Our Lives»                        | 3:47     |  |

## Créditos
Todos los temas escritos por (Bell/Philip Larsen/Chris Smith), excepto 4 (Bell/Claudia Brücken/Larsen/Smith), 5 (Bell/Larsen/Jason Sellards/Smith), 6 (Bell/Larsen/Smith/Conn) y 14 (Bell/Gurney/Larsen/Smith).

- Dirección de arte: Rob Crane
- Body Painting: Phyllis Cohen
- Fotografía: Tim Flach

## Edición especial
En 2017, se decidió hacer una reedición del álbum que, además del álbum original con bonus tracks, cuenta con todos los temas y remezclas 
que se realizaron para este álbum más dos nuevos.

## Listado de canciones
| CD 1 Electric Blue |                                                |          |  |
| N.º                | Título                                         | Duración |  |
| 1.                 | «Intro»                                        | 1:01     |  |
| 2.                 | «Caught in a Spin»                             | 3:19     |  |
| 3.                 | «Crazy»                                        | 3:53     |  |
| 4.                 | «Love Oneself» (a duo con Claudia Brücken)     | 3:57     |  |
| 5.                 | «I Thought It Was You» (a duo con Jake Shears) | 4:40     |  |
| 6.                 | «Electric Blue»                                | 4:10     |  |
| 7.                 | «Jealous»                                      | 4:21     |  |
| 8.                 | «Shaking My Soul»                              | 3:08     |  |
| 9.                 | «Runaway»                                      | 3:39     |  |
| 10.                | «I'll Never Fall in Love Again»                | 4:17     |  |
| 11.                | «Delicious» (a duo con Claudia Brücken)        | 3:55     |  |
| 12.                | «Fantasy»                                      | 3:56     |  |
| 13.                | «See The Lights Go Out»                        | 3:48     |  |
| 14.                | «The Rest Of Our Lives»                        | 3:47     |  |
| 15.                | «Jump (previously unreleased track)»           |          |  |
| 16.                | «Back Into The Old Routine»                    |          |  |
| 17.                | «Little Girl Lies»                             |          |  |
| 18.                | «Names Change»                                 |          |  |

| CD 2 Electric Dub (Continuous Mix) |                                                               |          |  |
| N.º                                | Título                                                        | Duración |  |
| 1.                                 | «See The Lights Go Out»                                       |          |  |
| 2.                                 | «Electric Blue»                                               |          |  |
| 3.                                 | «Jack Of Clubs (previously unreleased track)»                 |          |  |
| 4.                                 | «I’ll Never Fall In Love Again»                               |          |  |
| 5.                                 | «Crazy»                                                       |          |  |
| 6.                                 | «Jump»                                                        |          |  |
| 7.                                 | «Jealous»                                                     |          |  |
| 8.                                 | «Fantasy»                                                     |          |  |
| 9.                                 | «Love Oneself»                                                |          |  |
| 10.                                | «Crazy – New 2017 Extended Vocal Mix»                         |          |  |
| 11.                                | «I’ll Never Fall In Love Again – New 2017 Extended Vocal Mix» |          |  |
| 12.                                | «Electric Blue – New 2017 Extended Vocal Mix»                 |          |  |
| 13.                                | «Love Oneself – 2017 Extended Version»                        |          |  |
| 14.                                | «Crazy – New 2017 Acoustic Version»                           |          |  |
| 15.                                | «Crazy – New 2017 Radio Edit»                                 |          |  |

| CD 3 Bonus 2017 Material and original CD remixes |                                                                    |          |  |
| N.º                                              | Título                                                             | Duración |  |
| 1.                                               | «Jack Of Clubs (Extended Vocal Mix) (previously unreleased track)» |          |  |
| 2.                                               | «Delicious (Andy only version)»                                    |          |  |
| 3.                                               | «Love Oneself (Andy only version)»                                 |          |  |
| 4.                                               | «“Crazy” (MHC Stateside Remix)* +»                                 |          |  |
| 5.                                               | «“Crazy” (MHC Alternative Stateside Remix)* +»                     |          |  |
| 6.                                               | «“Crazy” (Cicada Vocal Remix) +»                                   |          |  |
| 7.                                               | «“Crazy” (Vince Clarke Remix) +»                                   |          |  |
| 8.                                               | «“Crazy” (King Roc Remix) +»                                       |          |  |
| 9.                                               | «“Crazy” (MHC Master Mix) +»                                       |          |  |
| 10.                                              | «“I’ll Never Fall in Love Again” (Goetz Extended Remix)»           |          |  |
| 11.                                              | «“I’ll Never Fall in Love Again” (Jaded Alliance Remix)»           |          |  |
| 12.                                              | «“I’ll Never Fall in Love Again” (Mr. Do’s Remix)»                 |          |  |
| 13.                                              | «“Electric Blue” (Extended Album Version)»                         |          |  |

- Unreleased outside the US

+Original Single Versions